# Kozélshchyna
Kozélshchyna (ucraniano: Козе́льщина) es un sélyshche de Ucrania perteneciente al raión de Kremenchuk de la óblast de Poltava.
En 2022, el asentamiento tenía una población de 3434 habitantes. Es sede de un municipio que abarca, además de Kozélshchyna, 62 pueblos, con una población municipal total de unos diez mil quinientos habitantes.
Se ubica unos 40 km al noreste de la capital distrital Kremenchuk, junto a la carretera M22 que lleva a Poltava. Al noroeste de Kozélshchyna sale la carretera T1721, que lleva a Hlóbyne. Al norte del casco urbano fluye el río Rudka.

## Historia
Fue fundado en 1718 por el Hetmanato cosaco, al trasladarse aquí la sede de una sotnia del regimiento de Poltava. En la segunda mitad del siglo XVIII pasó a formar parte de la gobernación de Nueva Rusia, pasando posteriormente a la gobernación de Rusia Menor, hasta que en 1802 se integró en la gobernación de Poltava, dentro de la cual fue desde 1803 sede de un uyezd. Era un pueblo de unos cuatrocientos habitantes, hasta que en 1870 comenzó a desarrollarse como poblado ferroviario, al abrirse aquí una estación en la línea de ferrocarril de Poltava a Kremenchuk. En 1891 se fundó aquí un monasterio ortodoxo. En 1923, la RSS de Ucrania integró Kozélshchyna en un raión con sede en Bryhadýrivka; sin embargo, en poco tiempo se trasladó la sede del raión a Kozélshchyna, para lo cual se aprovecharon los edificios del monasterio, que fue desalojado por los soviéticos en 1929.
Desde 1933, el raión de Bryhadýrivka pasó a llamarse "raión de Kozélshchyna". La localidad adoptó el estatus de asentamiento de tipo urbano en 1938. Durante la Segunda Guerra Mundial, en 1939 los soviéticos abrieron aquí un campo de concentración para prisioneros de guerra polacos. Al principio el campo se utilizó para trasladar a los prisioneros al Gobierno General, como ocurrió con Jan Karski, el prisionero más conocido de este lugar; sin embargo, con el tiempo más de dos mil prisioneros acabaron siendo trasladados a Starobilsk y Ostáshkov, donde acabarían siendo fusilados. En 1942, la Alemania nazi ordenó la reapertura del monasterio, que no fue cerrado por los soviéticos hasta 1949, cuando las monjas fueron expulsadas a Lebedýn. En 1990, durante la disolución de la Unión Soviética, se reabrió definitivamente el monasterio. El asentamiento perdió el estatus de capital distrital en 2020, cuando el raión de Kozélshchyna se integró en el raión de Kremenchuk.